# 胜利的天才
《胜利的天才》是米开朗基罗创作的一尊大理石雕塑， 雕刻于1532 -1534 年，未完成，用于装饰教宗儒略二世墓，高 2.61 米，现藏于佛罗伦萨旧宫 五百人大厅。
1534 年米开朗基罗离开佛罗伦萨后，这尊未完成的雕像就留在艺术家的工作室。1564 年，米开朗基罗的侄子莱昂纳多·布纳罗蒂。听取瓦萨里的建议，将这尊雕像献给科西莫一世·德·美第奇公爵，用于装饰旧宫的五百人大厅。
1868 年，雕像曾送往巴杰罗美术馆。1921 年 11 月 6 日又送回旧宫。
雕像并不表现战斗的时刻，而是在宣告胜利。两个人物之间对比强烈：获胜的年轻人美丽优雅，头戴桂冠，身体光洁，充满活力，敏捷地用一条腿压制；被支配的年老失败者留着胡子，身体粗糙不完整，顺从地被扭曲、折叠和束缚。
根据一些学者的说法，人物的原型是灵感年轻的罗马贵族托马索·德伊·卡瓦列里，1532 年在罗马结识米开朗基罗，他将爱情诗献给了他，而年长的人物则暗指米开朗基罗本人。 